# Telephanus elongatus
Telephanus elongatus es una especie de coleóptero de la familia Silvanidae.

## Distribución geográfica
Habita en Venezuela.